# Hesperantha namaquana
Hesperantha namaquana är en irisväxtart som beskrevs av Peter Goldblatt. Hesperantha namaquana ingår i släktet Hesperantha och familjen irisväxter. Inga underarter finns listade i Catalogue of Life.